# Fałszywa pomoc techniczna
Fałszywa pomoc techniczna (ang. technical support scam, tech support scam) – metoda oszustwa internetowego, w której przestępca próbuje zastraszyć ofiarę i skłonić ją do zapłacenia za zbędną pomoc techniczną. Metoda ta wykorzystuje brak doświadczenia i wiedzy informatycznej ofiary.
Oszuści mogą zadzwonić do ofiary, podając się za przedstawicieli producenta oprogramowania (np. Microsoftu). W innym wariancie oszustwa połączenie nawiązuje ofiara, nakłoniona przez komunikat zamieszczony na stronie internetowej (czasami blokujący działanie przeglądarki). Oszuści nakłaniają do instalacji oprogramowania umożliwiającego zdalny dostęp do urządzenia, po czym przekazują fałszywe informacje o rzekomych problemach z komputerem. W celu zastraszenia ofiary wykorzystują m.in. (niegroźne) ostrzeżenia i błędy z systemowego podglądu zdarzeń lub wyniki „skanowania” komputera komendami dir i tree w wierszu poleceń. Celem końcowym jest namówienie ofiary do skorzystania z odpłatnej, fikcyjnej usługi technicznej, która ma wyeliminować rzekome usterki. Może dojść również do instalacji szkodliwego oprogramowania lub bezprawnego przejęcia poufnych danych (osobowych lub finansowych).
W krajach anglojęzycznych (m.in. w Stanach Zjednoczonych, Kanadzie, Wielkiej Brytanii, Irlandii, Australii i Nowej Zelandii) oszustwa tego rodzaju funkcjonują przynajmniej od 2008 roku, a przeprowadzają je zwykle call center położone w Indiach.